# Rotterdam-West

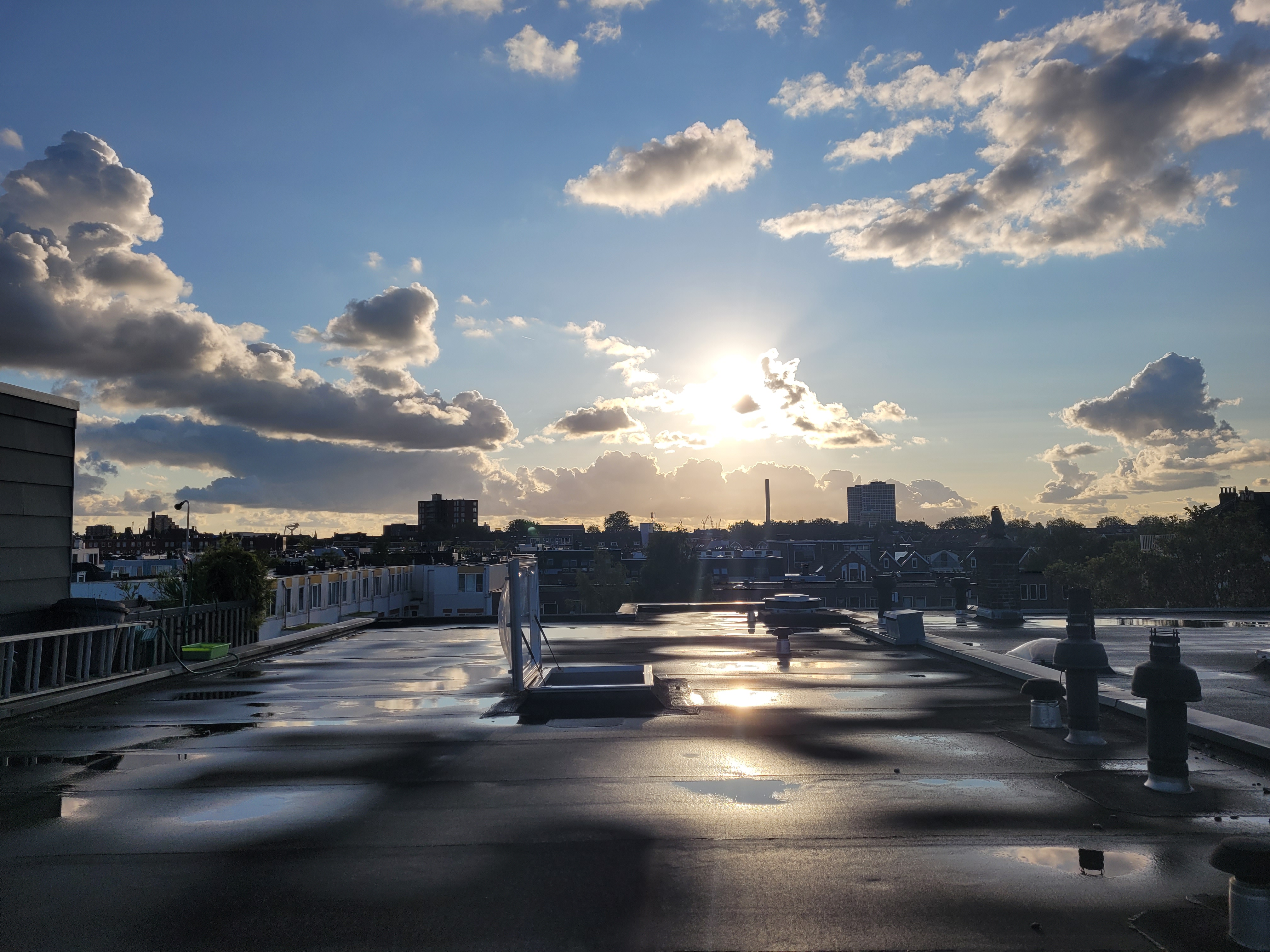
Rotterdam-West vanaf het Heemraadsplein

Rotterdam-West is een stadsdeel van Rotterdam. Rotterdam-West vormt geen bestuurlijke eenheid binnen de gemeente. Het grootste deel van Rotterdam-West valt namelijk onder de gebiedscommissie Delfshaven. Als begrenzing van Rotterdam-West gelden normaliter de spoorlijn Rotterdam-Schiedam aan de noordzijde, Westersingel en Kruisplein aan de oostzijde, de Nieuwe Maas aan de zuidzijde en de gemeente Schiedam in het westen. Vanwege het feit dat het Oude Westen en Dijkzigt echter administratief tot het centrum en dus niet tot de gebiedscommissie (voorheen: deelgemeente) Delfshaven worden gerekend, wordt niet de Westersingel doch de 's-Gravendijkwal en Maastunneltraverse evenals de Henegouwerlaan als de begrenzing van Rotterdam-West ten opzichte van het centrum van de stad beschouwd. Binnen deze grenzen wonen ruim 80.000 inwoners op een oppervlakte van 10 km².
Het grootste deel van Rotterdam-West ligt op het grondgebied van de voormalige gemeente Delfshaven, die in 1886 door Rotterdam werd geannexeerd. Het oudste deel van Rotterdam-West dat als woonwijk voor Rotterdam is opgezet is het Oude Westen, dat eind 19e eeuw werd gebouwd en thans behoort tot de gebiedscommissie Rotterdam-Centrum. Met de bouw van Oud-Mathenesse werd voor de Tweede Wereldoorlog de bebouwing van Rotterdam-West voltooid.
Op 31 maart 1943 werden Bospolder en Tussendijken per vergissing gebombardeerd. In de jaren vijftig werden de verwoeste delen van deze wijken herbouwd. Sinds de jaren zestig is de bevolkingssamenstelling van Rotterdam-West sterk gewijzigd. Inmiddels heeft meer dan de helft van de inwoners van Rotterdam-West ten minste één ouder die niet in Nederland is geboren.

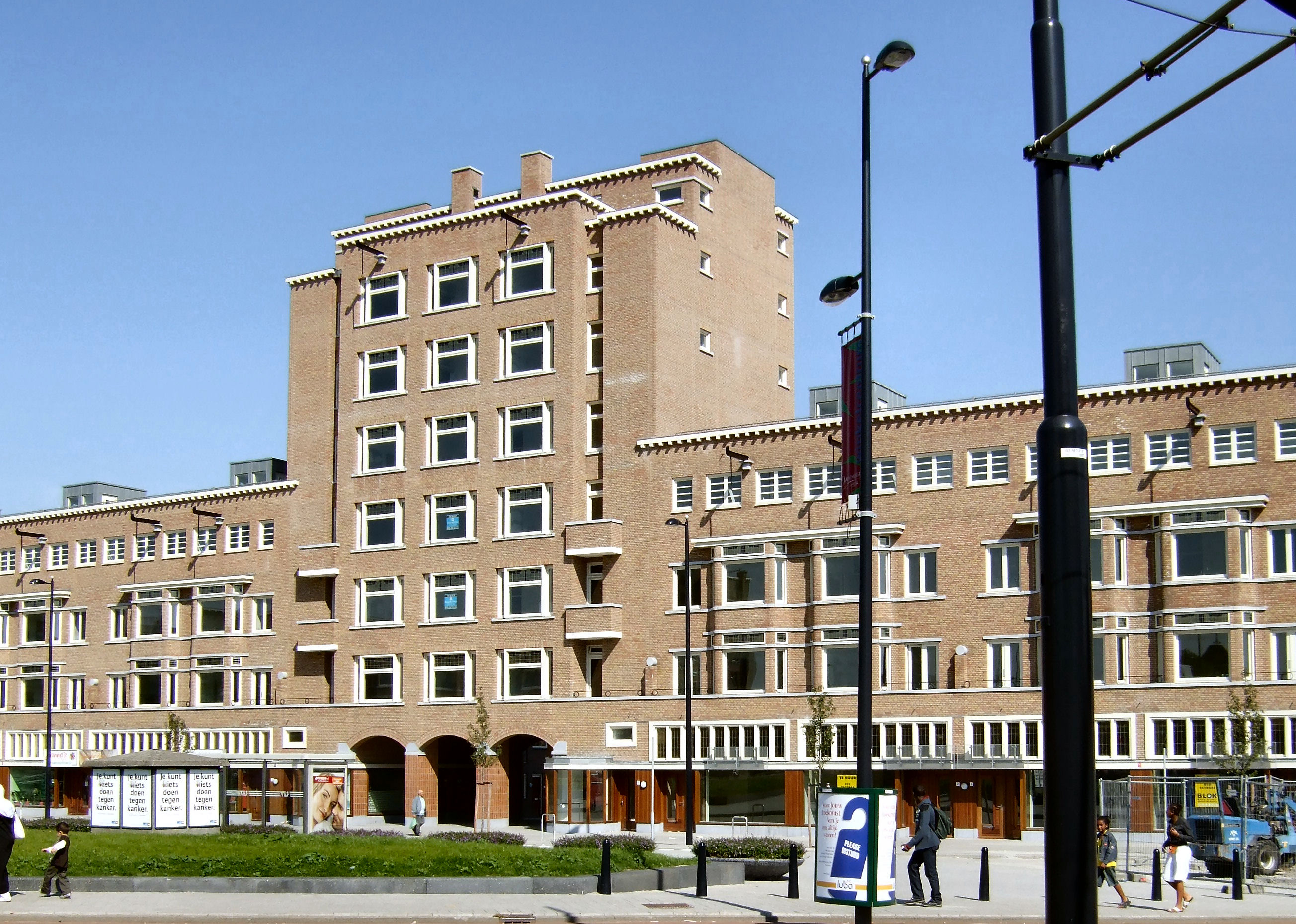
Het Mathenesserplein in Rotterdam-West

Rotterdam Centrum ·
Rotterdam-Noord ·
Rotterdam-Oost ·
Rotterdam-West ·
Rotterdam-Zuid ·
110-Morgen ·
Afrikaanderwijk ·
Agniesebuurt ·
Bergpolder ·
Beverwaard ·
Blijdorp ·
Blijdorpse polder ·
Bloemhof ·
Boomgaardshoek ·
Bospolder-Tussendijken ·
CS-kwartier ·
Carnisserbuurt ·
Cool ·
Crooswijk ·
De Esch ·
De Veranda ·
Delfshaven ·
Delfshaven-Schiemond ·
Dijkzigt ·
Feijenoord ·
Gadering ·
Groenenhagen-Tuinenhoven ·
Groot-IJsselmonde ·
Heijplaat ·
Het Lage Land ·
Hillegersberg ·
Hillesluis ·
Homerusbuurt ·
Hordijkerveld ·
Kandelaar ·
Karl Marxbuurt ·
Katendrecht ·
Kiefhoek ·
Kleinpolder ·
Kleiwegkwartier ·
Kop van Zuid ·
Kralingen ·
Kralingse Veer ·
Kreekhuizen ·
Landzicht ·
Liskwartier ·
Lloydkwartier ·
Lombardijen ·
Meeuwenplaat ·
Middelland ·
Middengebied ·
Millinxbuurt ·
Molenlaankwartier ·
Molièrebuurt ·
Nesselande ·
Nieuw Engeland ·
Nieuw-Mathenesse ·
Nieuwe Westen ·
Nooddorp ·
Noordereiland ·
Ommoord ·
Oosterflank ·
Oud-Charlois ·
Oud-IJsselmonde ·
Oud-Mathenesse ·
Oude Noorden ·
Oude Westen ·
Oudeland ·
Overschie ·
Pendrecht ·
Prinsenland ·
Provenierswijk ·
Reyeroord ·
Rubroek ·
Sagenbuurt ·
Scheepvaartkwartier ·
Schiebroek ·
Schiemond ·
's-Gravenland ·
Smeetsland ·
Spaanse Polder ·
Spangen ·
Sportdorp ·
Stadsdriehoek ·
Struisenburg ·
Tarwewijk ·
Terbregge ·
Tussenwater ·
Varenbuurt ·
Vondelingenplaat ·
Vreewijk ·
Waalhaven ·
Westpunt ·
Wielewaal ·
Witte Dorp ·
Zalmplaat ·
Zenobuurt ·
Zestienhoven ·
Zevenkamp ·
Zomerland ·
Zuidwijk